# Hirtodeceia picta
Hirtodeceia picta är en tvåvingeart som först beskrevs av Christian Rudolph Wilhelm Wiedemann 1830.  Hirtodeceia picta ingår i släktet Hirtodeceia och familjen lövflugor. Inga underarter finns listade i Catalogue of Life.